# Camilla Ravera

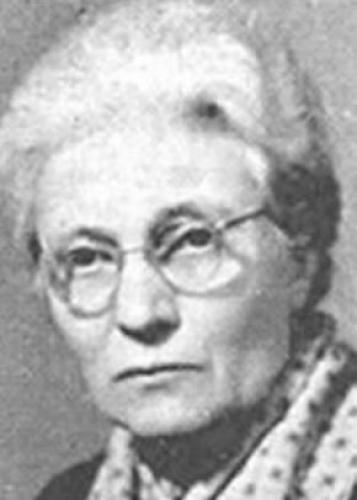
Camilla Ravera

Camilla Ravera (* 18. Juni 1889 in Acqui Terme; † 18. September 1988 in Rom) war eine italienische Politikerin. Sie wurde 1982 als erste Frau zur Senatorin auf Lebenszeit ernannt.

## Leben
Ravera war Tochter eines Beamten des Finanzministeriums und hatte sieben Brüder. Sie arbeitete zunächst als Lehrerin in Turin und trat im Jahr 1918 der Partito Socialista Italiano bei. Zwischen 1919 und 1920 war Ravera Mitglied der Redaktion der Zeitschrift L’Ordine Nuovo.
Im Jahr 1921 gehörte Ravera zu den Gründern der Kommunistischen Partei Italiens (PCI) und wurde zu verschiedenen Kongressen der Kommunistischen Internationale delegiert, wo sie auch Lenin und Stalin begegnete. Nach der Verhaftung von Gramsci im Jahr 1926 war sie das einzige Mitglied des Politbüros der PCI, das im Untergrund tätig sein konnte. Im Jahr 1930 wurde Ravera verhaftet und zu 15 Jahren Gefängnis verurteilt. Fünf Jahre verbrachte sie in einer Gefängniszelle in Trani; die anderen Jahre war sie in Ponza und Ventotene verbannt.
Im Jahr 1939 nahm Ravera eine Haltung gegen den deutsch-sowjetischen Nichtangriffspakt ein und wurde zusammen mit Umberto Terracini aus der Kommunistischen Partei Italiens ausgeschlossen. Im Jahr 1945 wurde sie wieder zur Partei zugelassen und wurde zum Mitglied des Zentralkomitees gewählt.
Zwischen 1948 und 1958 war sie Mitglied der italienischen Abgeordnetenkammer. Am 8. Januar 1982 wurde Camilla Ravera durch Alessandro Pertini zur Senatorin auf Lebenszeit ernannt. Damit war sie die erste Frau, die diese Position einnahm.